# Mummelsee
De Mummelsee is een meer in het Zwarte Woud, in de gemeente Seebach. Het bevindt zich in een keteldal op 1.036 meter boven NN, heeft een oppervlakte van 3,7 hectare, een omtrek van 800 meter en een maximale diepte van 17 meter. De dichtstbijzijnde stad is Achern. Het meer wordt druk bezocht door toeristen en dagjesmensen. Daar het meer aan de Schwarzwaldhochstraße ligt, is het een van de meest bezochte meren in Baden-Württemberg.
Het is in het westen, noorden en oosten door steile, beboste berghellingen omzoomd. Naar het westen stijgt de oever naar de Katzenkopf (1123 meter) en naar het noorden naar de Hornisgrinde, die met 1164 meter de hoogste berg van het noordelijke Zwarte Woud is. Alleen naar het zuiden is de oever (bijna) vlak, daar bevinden zich een ruime bezoekersparkeerplaats, een hotel-restuarant, het Berghotel Mummelsee en een kapel, de St. Michaelskapelle. Rondom het meer loopt een voetpad. Het water in het meer is voedselarm en zuur (pH -waarde minder dan 5).
De naam van het meer vindt volgens verklaring van de gemeente Seebach zijn oorsprong in de witte waterlelie (Nymphaea alba, Duits: Weiße Seerose), in de volksmond ook wel "Mummel" genoemd, die er vroeger talrijk was. Het Duitse woord "Mummel" heeft evenwel betrekking op een andere waterplant, de "gele plomp" (Nuphar lutea). "See" is het Duitse woord voor "meer".

## Galerij

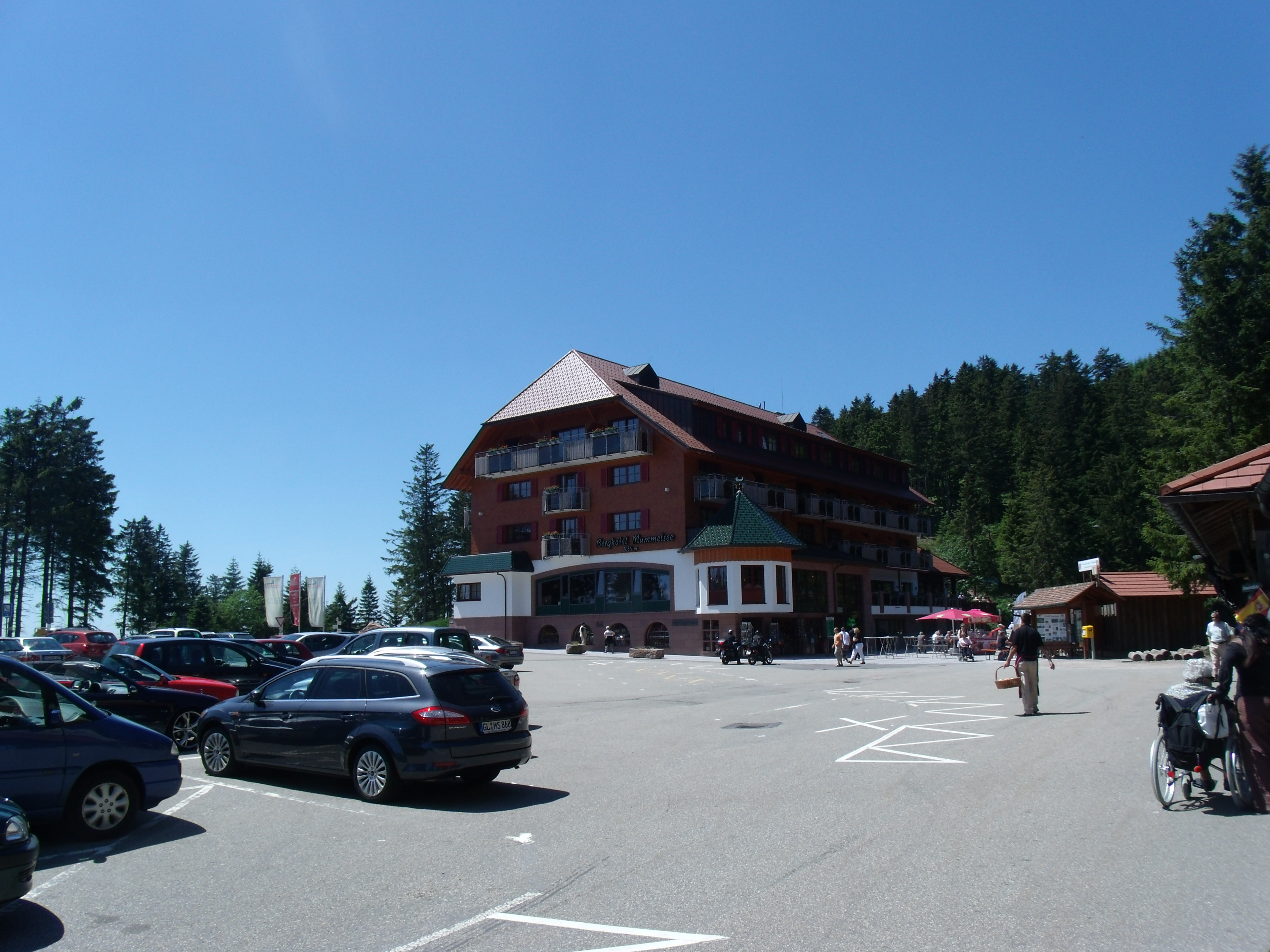
Berghotel Mummelsee.
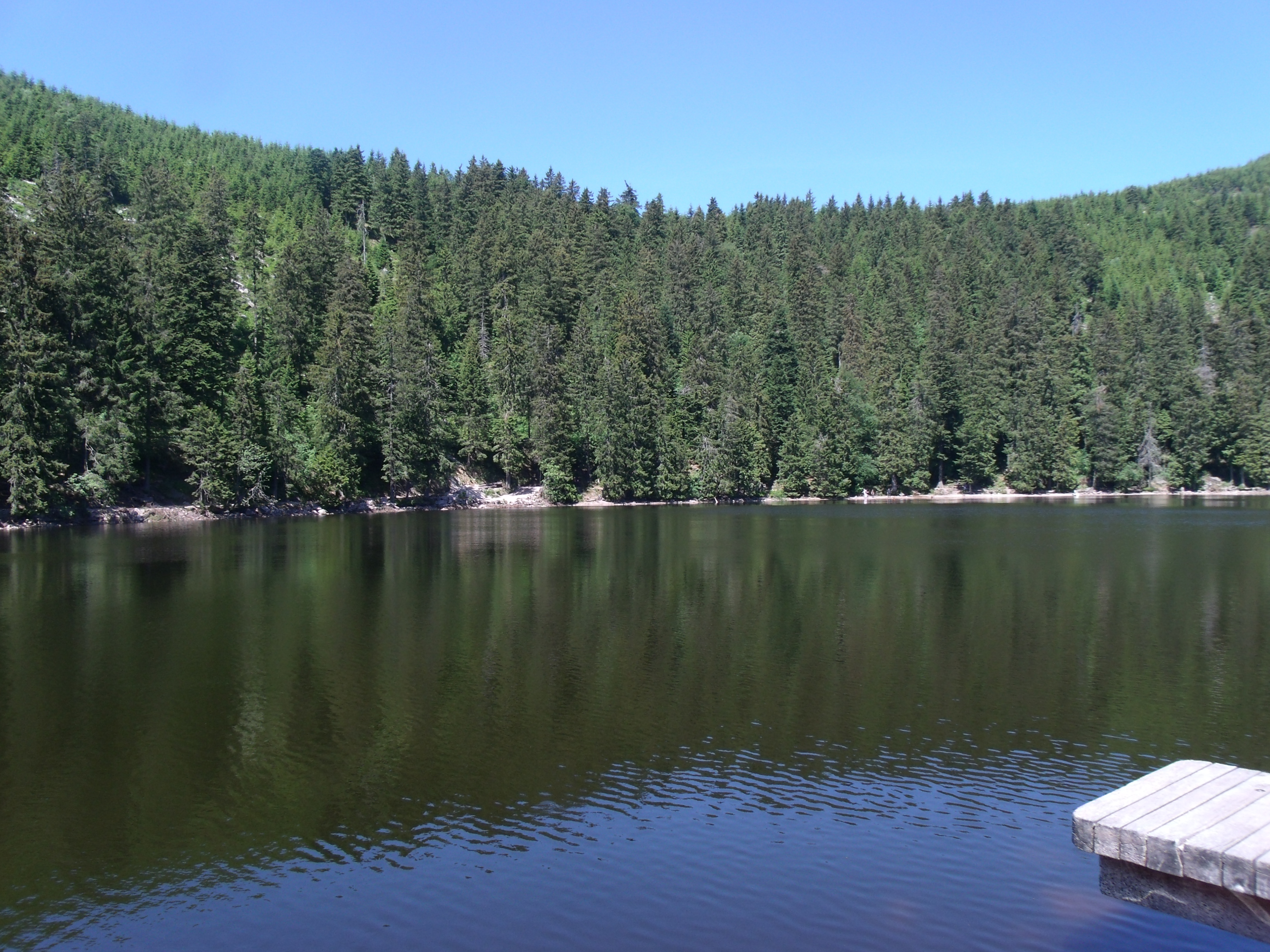
De Mummelsee.
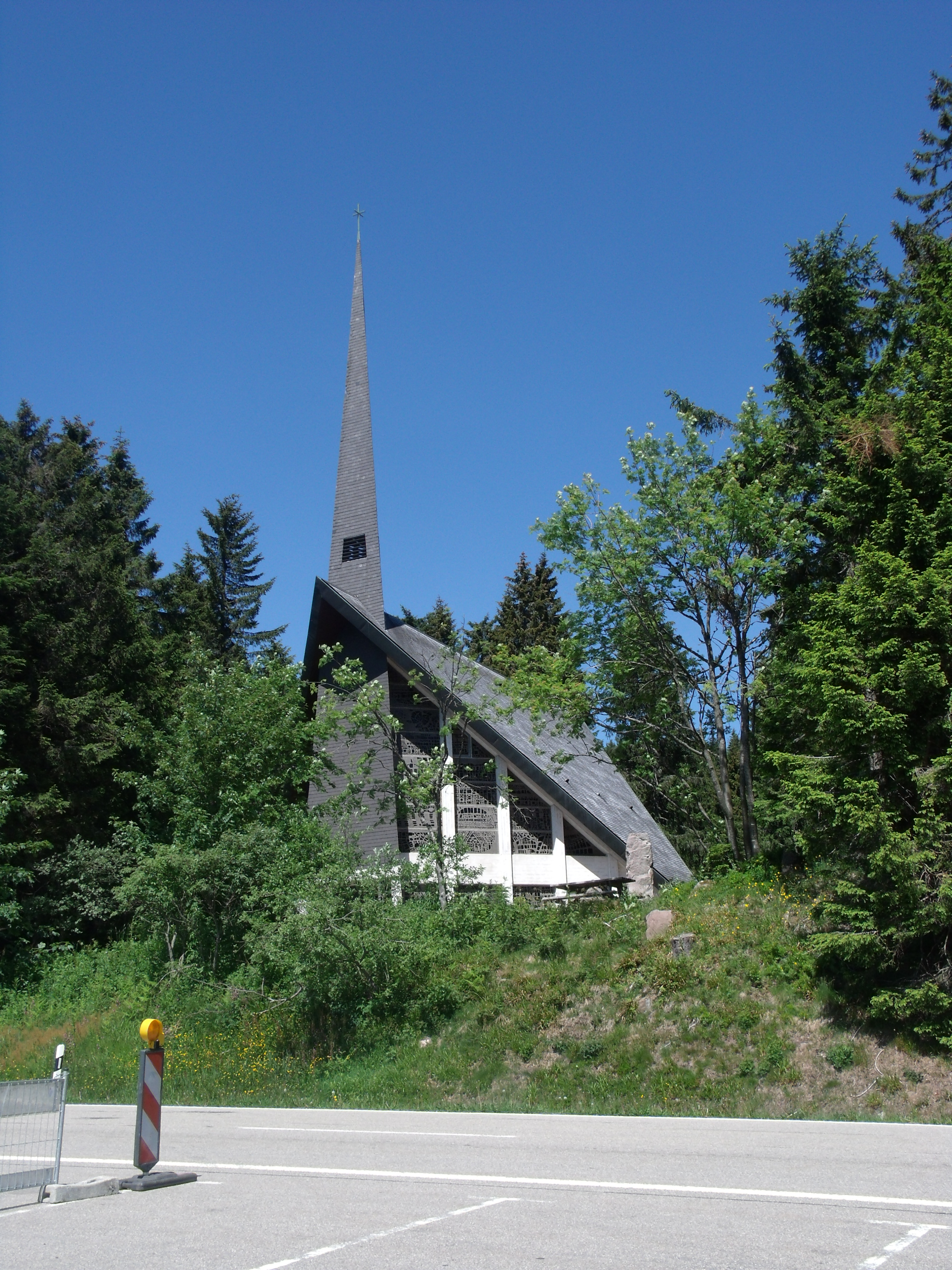
St. Michaelkapelle